# 馮弘
北燕昭成帝馮弘（？—438年），字文通，十六國時期北燕君主，長樂郡信都縣（今河北省衡水市冀州区）人，北燕太祖馮跋之弟。

## 生平
馮跋在位時，馮弘被封中山公、司徒錄尚書事，輔政。
馮跋病重時，宋夫人有為其子馮受居圖謀王位之意，馮弘於是帶兵入宮平變，倉促間馮跋於驚懼中去世，馮弘遂即天王位，並下詔書說：「天降凶禍，大行崩背，太子不侍疾，群公不奔喪，疑有逆謀，社稷將危。吾備介弟之親，遂攝大位以寧國家；百官叩門入者，進陛二等。」盡殺包括太子馮翼在內的馮跋諸子百人。
翌年（431年），改元太興。將自己元配夫人王氏及其所生之太子馮崇廢掉。太興二年（432年）四月，冊立後燕皇族之女慕容氏為天后，藉以抬高其身價。於是，長樂公馮崇，以及馮崇之同母弟廣平公馮朗、樂陵公馮邈也懼繼母迫害，禍及自身，於是舉郡向北魏投誠。太興三年（433年）正月，馮弘冊立「後妻慕容氏子馮王仁為世子」。
北燕國小民弱，馮弘在位時，因北魏屢次攻伐，數次向北魏朝貢請和，但仍持續受到攻擊，因此亦曾遣使向劉宋稱藩納貢。
太興六年（436年），北魏再攻北燕，五月乙卯日（6月4日），馮弘帶領子女、後宮、宗族及龍城之百姓，隨高句麗援軍從都城龍城（今遼寧省朝陽市）撤退，臨行焚其宮室、城邑，大火一旬不滅，北燕亡。
馮弘在高句麗號令如在本國，引起高句麗長壽王高璉嫌惡，長壽王將其侍衛撤走，又將其太子馮王仁押回興京，扣作人質。復有歸劉宋之意，於是又派使者帶著三百人出使建康，請求宋文帝允許其全家移居建康；宋文帝答應，並派遣將軍王白駒，率兵七千，北上迎接。當時，高句麗也向劉宋稱臣。高句麗王不欲馮弘南下成仇，好言規勸，而馮弘不聽。遂於438年殺馮弘及其妻子，並為其上諡號曰昭成皇帝，一作昭文皇帝。

## 家庭

### 妻妾
- 王氏
- 慕容王后

### 子女
- 長樂公馮崇（長子）
- 廣平公馮朗（馮崇弟）
- 樂陵公馮邈（馮朗弟）
- 馮王仁（馮朗弟）
- 馮氏—馮崇、馮朗、馮邈的妹妹—北魏太武帝拓跋燾的左昭儀